# Оксалат никеля(II)

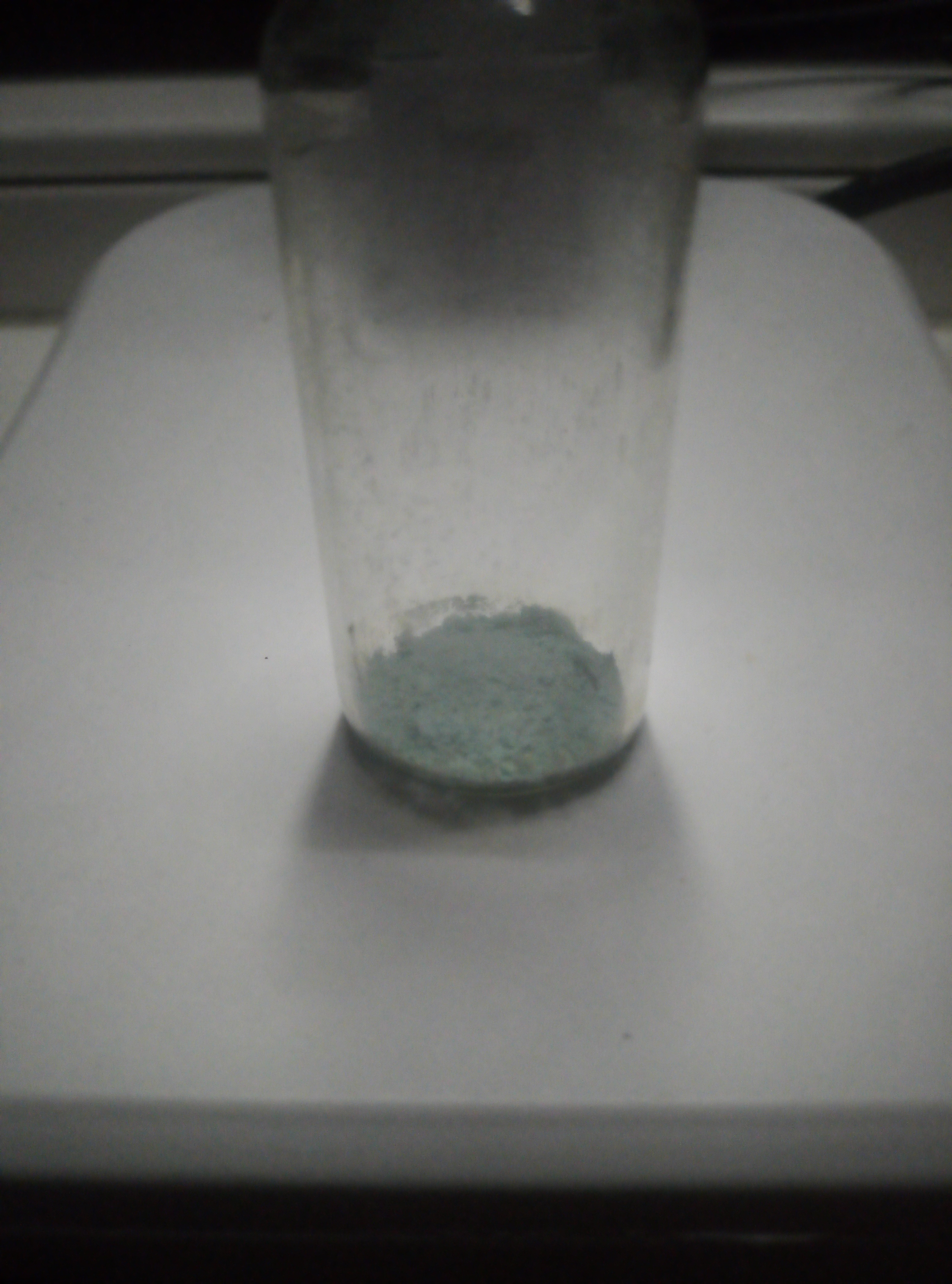
Оксалат никеля(II)

Оксалат никеля(II) — органическое соединение,
соль никеля и щавелевой кислоты 
с формулой NiC2O4,
светло-зелёные кристаллы,
не растворяется в воде,
образует кристаллогидраты.

## Получение
- Обменная реакция:

{\displaystyle {\mathsf {NiSO_{4}+H_{2}C_{2}O_{4}\ {\xrightarrow {}}\ NiC_{2}O_{4}\downarrow +H_{2}SO_{4}}}}

## Физические свойства
Оксалат никеля(II) образует светло-зелёные кристаллы.
Не растворяется в воде.
Образует кристаллогидрат состава NiC2O4•2H2O, который теряет воду при температуре 175—275 °С и 
образует кристаллы
моноклинной сингонии,
пространственная группа C 2/c,
параметры ячейки a = 1,1730 нм, b = 0,5335 нм, c = 0,9887 нм, β = 127,69°, Z = 4.

## Химические свойства
- Разлагается при нагревании на воздухе[2][3]:

{\displaystyle {\mathsf {2NiC_{2}O_{4}+O_{2}\ {\xrightarrow {325-400^{o}C}}\ 2NiO+4CO_{2}}}}